# 儿童电影
儿童电影（英語：children's film）是主要观众是儿童，适合于儿童的口味或全家欢类型的电影。
儿童电影的主要类型有，动画、童话、奇幻、冒险、歌舞、喜剧和文学改编等。